# Meridià de París
El Meridià de París és el meridià que passa per l'Observatori de París (longitud 2° 20′ 14,025″ est). Va rivalitzar amb el de Greenwich com a principal meridià del món fins que el 1884, a la Conferència Internacional del Meridià, van votar per la segona candidatura i França es va abstenir.
El 1994 l'Associació d'Aragó i la ciutat de París, va encarregar a un artista conceptual holandès, Jan Dibbets, la creació d'un monument a Aragó. A Dibbets se li va ocórrer la idea de 135 medallons de bronze (encara que només 121 estan documentats en la guia oficial per als medallons) a terra al llarg del meridià de París, entre els límits nord i sud de París: una distància total de 9,2 kilòmetres, unes 5.7 milles. Cada medalla és de 12 cm de diàmetre i estan marcades amb el nom ARAGO més N i S (Nord, Sud).

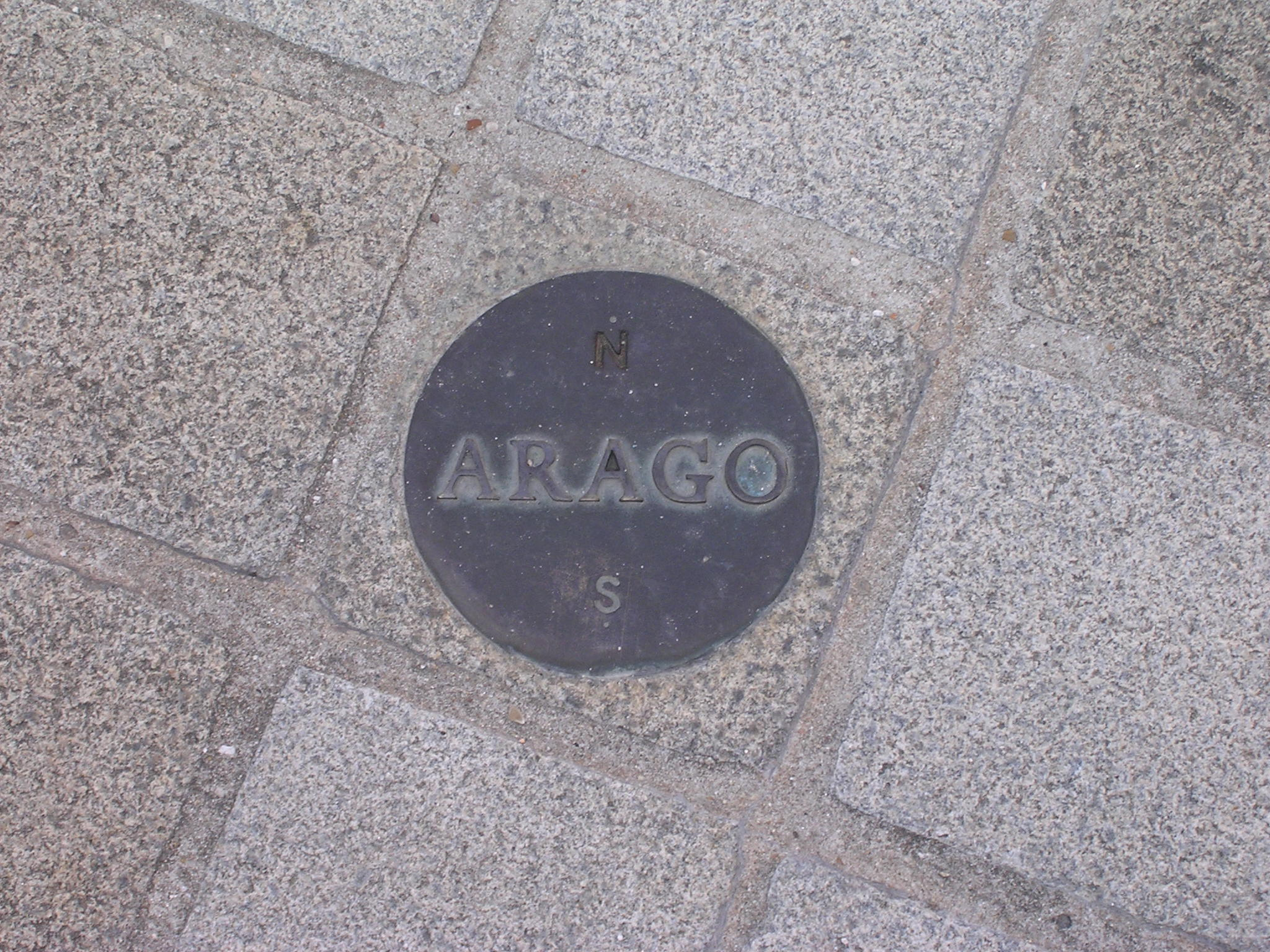
Un dels medallons de l'homenatge a Aragó que marquen el meridià a París

En certs cercles, algun tipus de significativament ocult o esotèric atribueixen al meridià de París, un eix sinistre. Dominique Stezepfandts, un teòric de la conspiració francesa, critica als medallons Aragó que, suposadament, tracen la ruta "d'una línia geogràfica oculta", per a ell, el meridià de París és un "eix maçònic" o fins i tot "el cor del diable".